# Missões diplomáticas da China

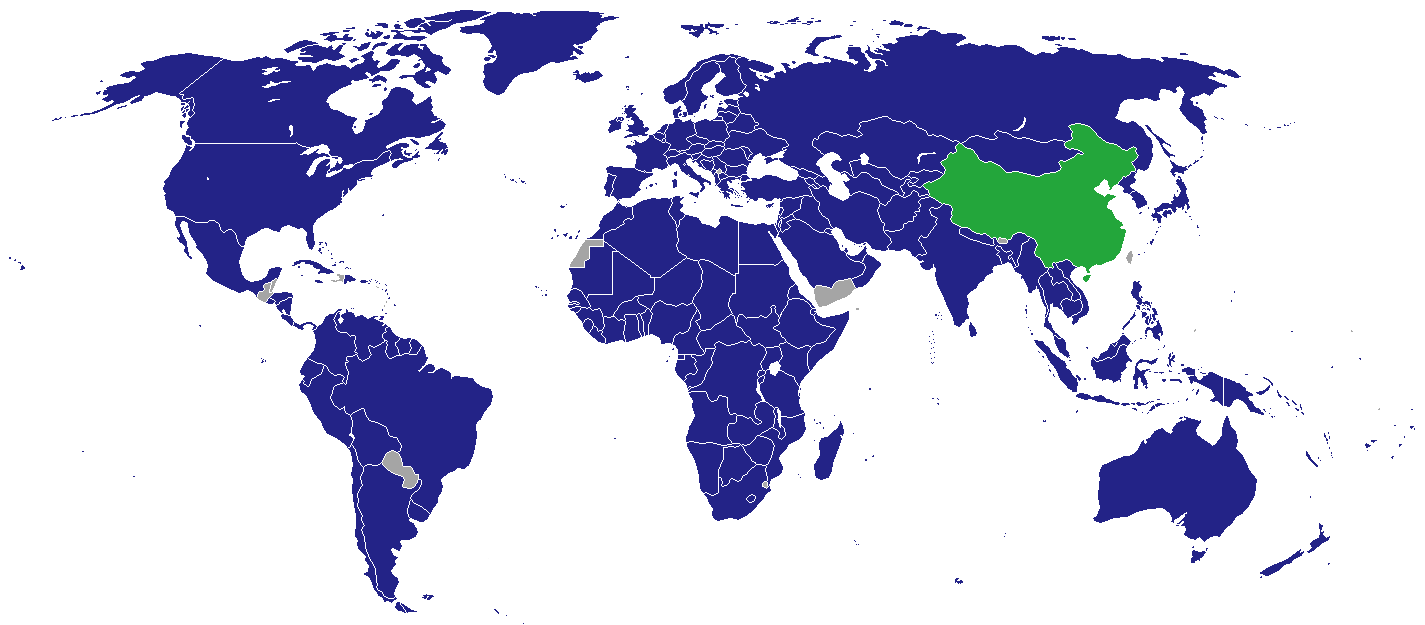
Missões diplomáticas da República Popular da China.

Abaixo se encontra a lista das embaixadas e consulados da República Popular da China:

## Europa

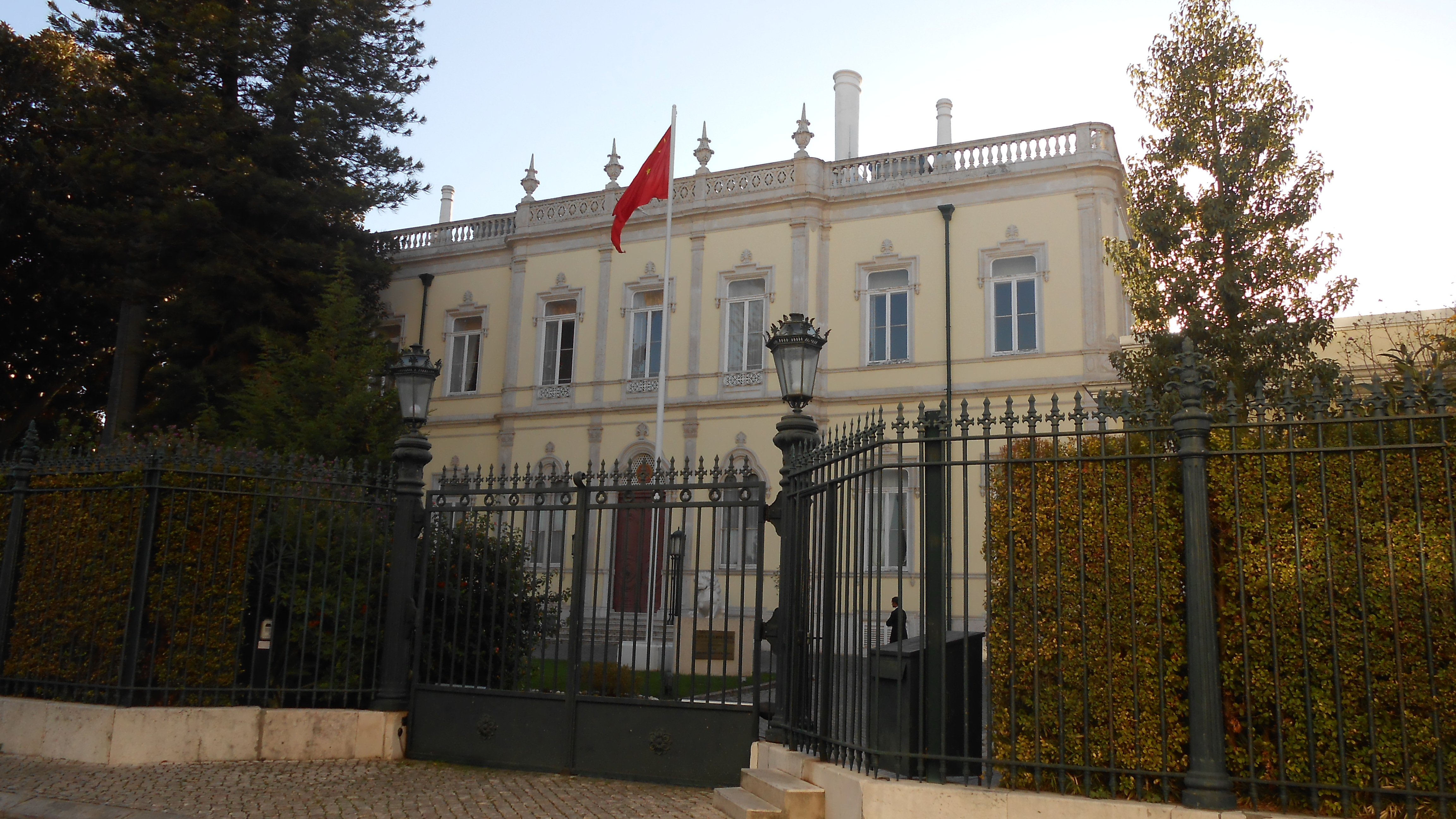
Embaixada de China em Lisboa, Portugal.

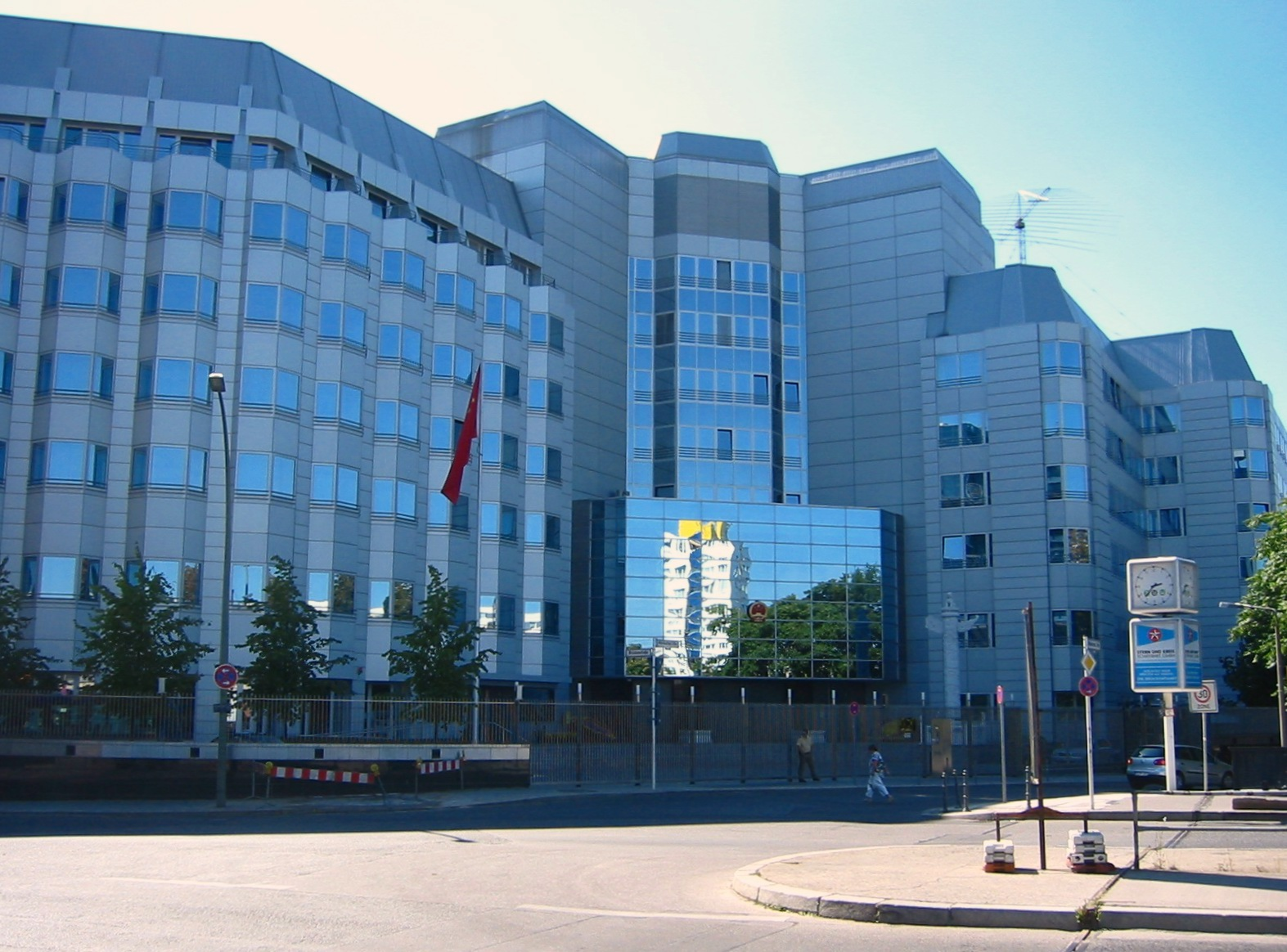
Embaixada de China em Berlim, Alemanha.

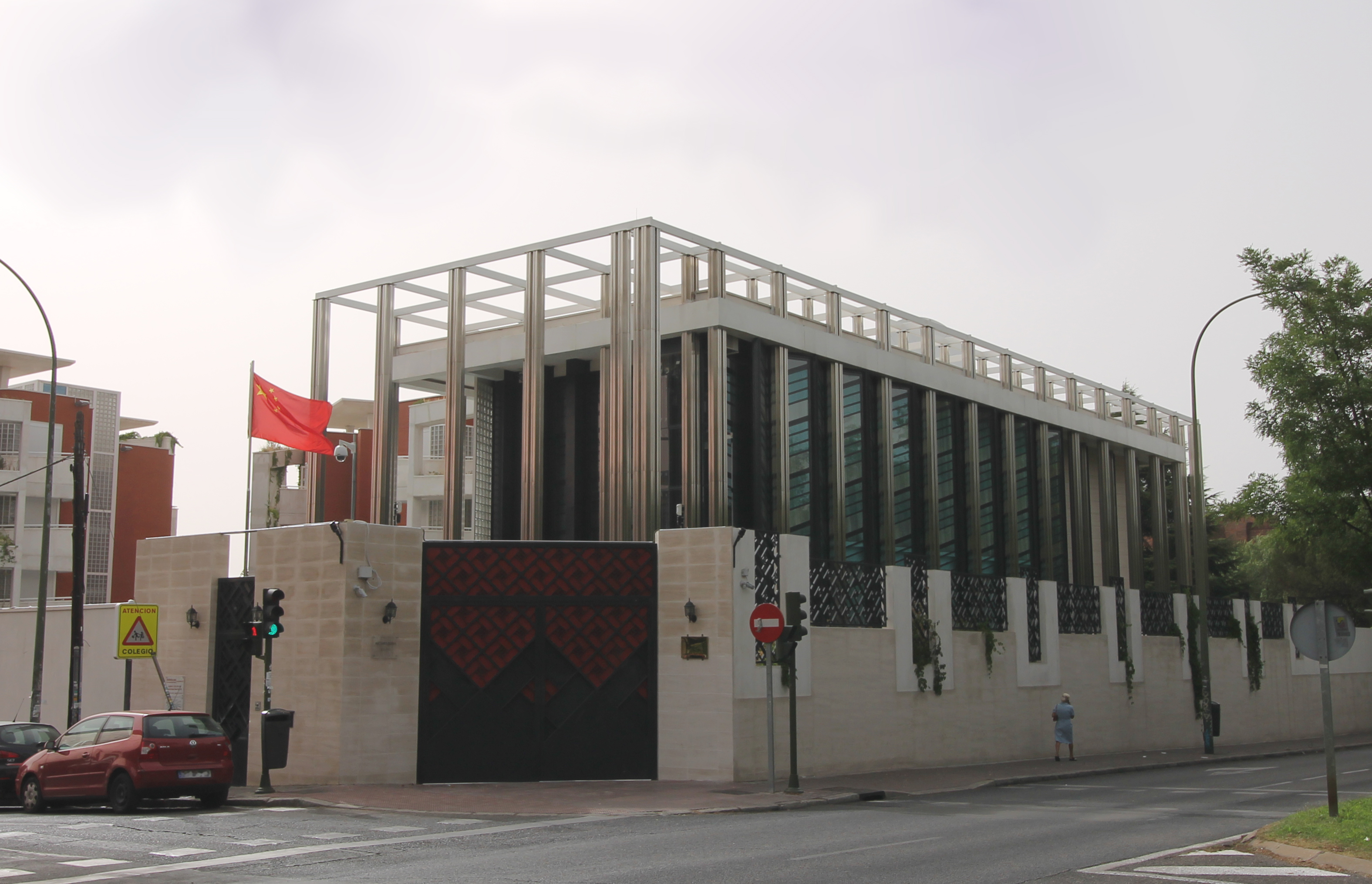
Embaixada de China em Madrid, Espanha.

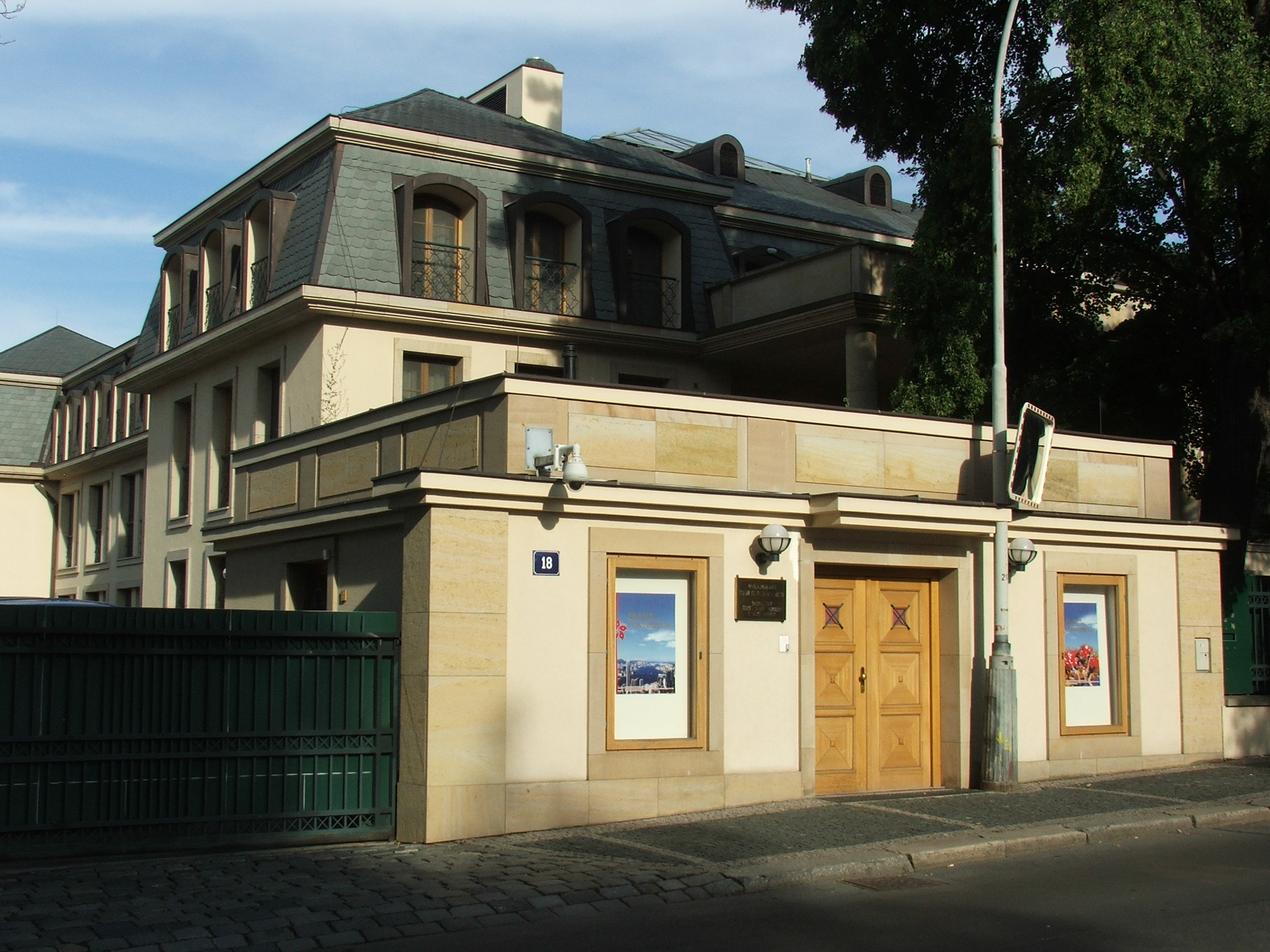
Embaixada de China em Praga, Tchéquia.

- Albânia
  - Tirana (Embaixada)
- Alemanha
  - Berlim (Embaixada)
  - Dusseldórfia (Consulado-Geral)
  - Francoforte (Consulado-Geral)
  - Hamburgo (Consulado-Geral)
  - Munique (Embaixada)
- Armênia
  - Erevã (Embaixada)
- Áustria
  - Viena (Embaixada)
- Azerbaijão
  - Bacu (Embaixada)
- Bélgica
  - Bruxelas (Embaixada)
- Bielorrússia
  - Minsque (Embaixada)
- Bósnia e Herzegovina
  - Saraievo (Embaixada)
- Bulgária
  - Sófia (Embaixada)
- Chipre
  - Nicósia (Embaixada)
- Croácia
  - Zagrebe (Embaixada)
- Dinamarca
  - Copenhague (Embaixada)
- Eslováquia
  - Bratislava (Embaixada)
- Eslovênia
  - Liubliana (Embaixada)
- Espanha
  - Madri (Embaixada)
  - Barcelona (Consulado-Geral)
- Estónia
  - Taline (Embaixada)
- Finlândia
  - Helsinque (Embaixada)
- França
  - Paris (Embaixada)
  - Estrasburgo (Consulado-Geral)
  - Marselha (Consulado-Geral)
- Geórgia
  - Tiblíssi (Embaixada)
- Grécia
  - Atenas (Embaixada)
- Hungria
  - Budapeste (Embaixada)
- Irlanda
  - Dublim (Embaixada)
- Islândia
  - Reiquiavique (Embaixada)
- Itália
  - Roma (Embaixada)
  - Florença (Consulado-Geral)
  - Milão (Consulado-Geral)
- Letônia
  - Riga (Embaixada)
- Lituânia
  - Vilna (Embaixada)
- Luxemburgo
  - Luxemburgo (Embaixada)
- Macedônia do Norte
  - Escópia (Embaixada)
- Malta
  - Valeta (Embaixada)
- Moldávia
  - Quixinau (Embaixada)
- Montenegro
  - Podgoritza (Embaixada)
- Noruega
  - Oslo (Embaixada)
- Países Baixos
  - Haia (Embaixada)
- Polónia
  - Varsóvia (Embaixada)
  - Gedano (Consulado-Geral)
- Portugal
  - Lisboa (Embaixada)
- Reino Unido
  - Londres (Embaixada)
  - Edimburgo (Consulado-Geral)
  - Manchester (Consulado-Geral)
- Chéquia
  - Praga (Embaixada)
- Roménia
  - Bucareste (Embaixada)
  - Constança (Consulado-Geral)
- Rússia
  - Moscou (Embaixada) 
  - Khabarovsk (Consulado-Geral)
  - São Petersburgo (Consulado-Geral)
- Sérvia
  - Belgrado (Embaixada)
- Suécia
  - Estocolmo (Embaixada)
  - Gotemburgo (Consulado-Geral)
- Suíça 
  - Berna (Embaixada)
  - Zurique (Consulado-General)
- Ucrânia
  - Quieve (Embaixada)
  - Odessa (Consulado-Geral)

## América do Norte

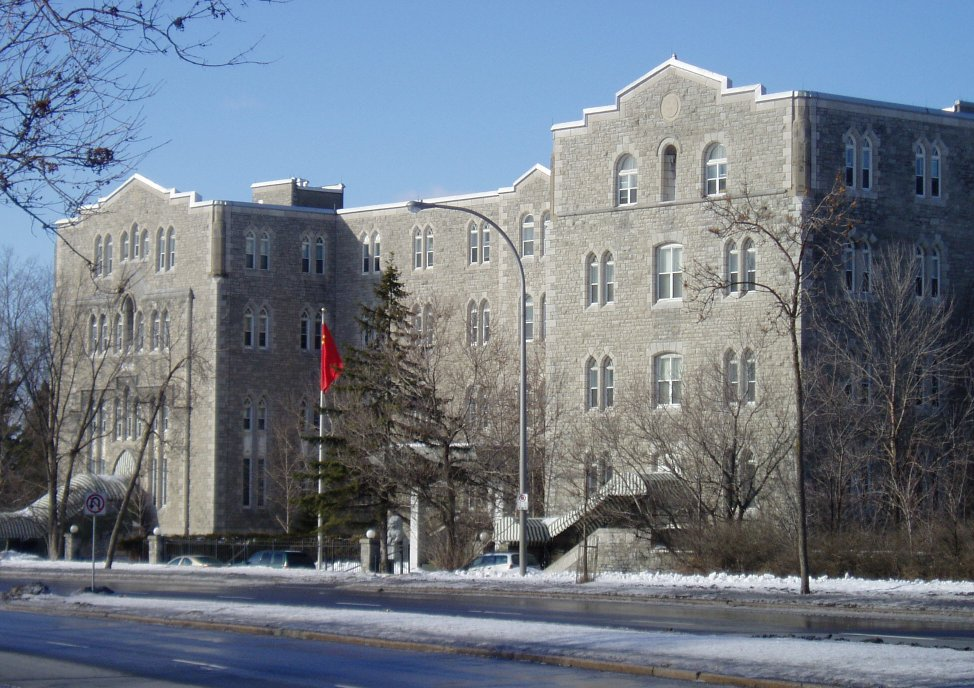
Embaixada da China em Ottawa, Canadá.

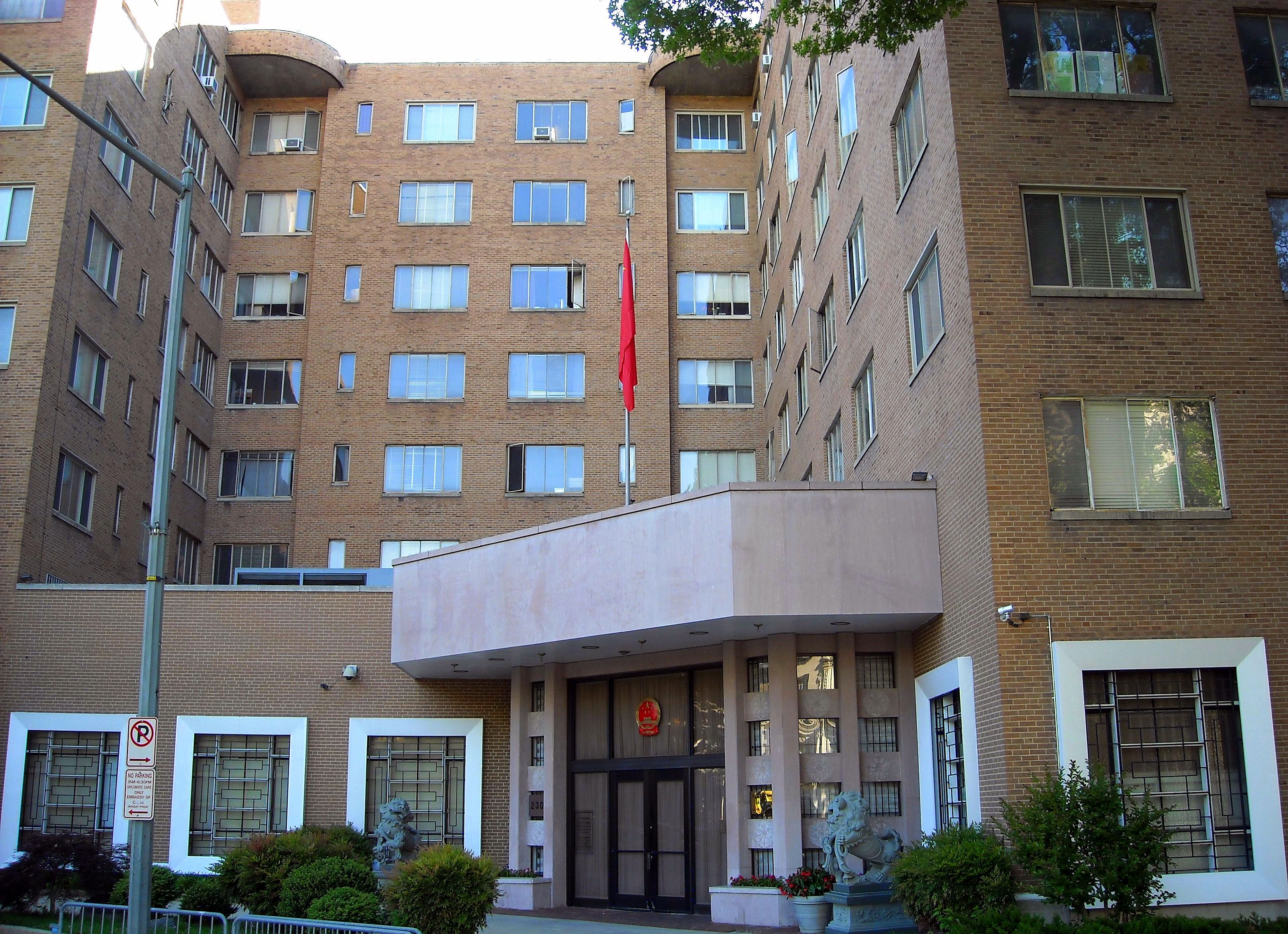
Embaixada de China em Washington DC, EUA.

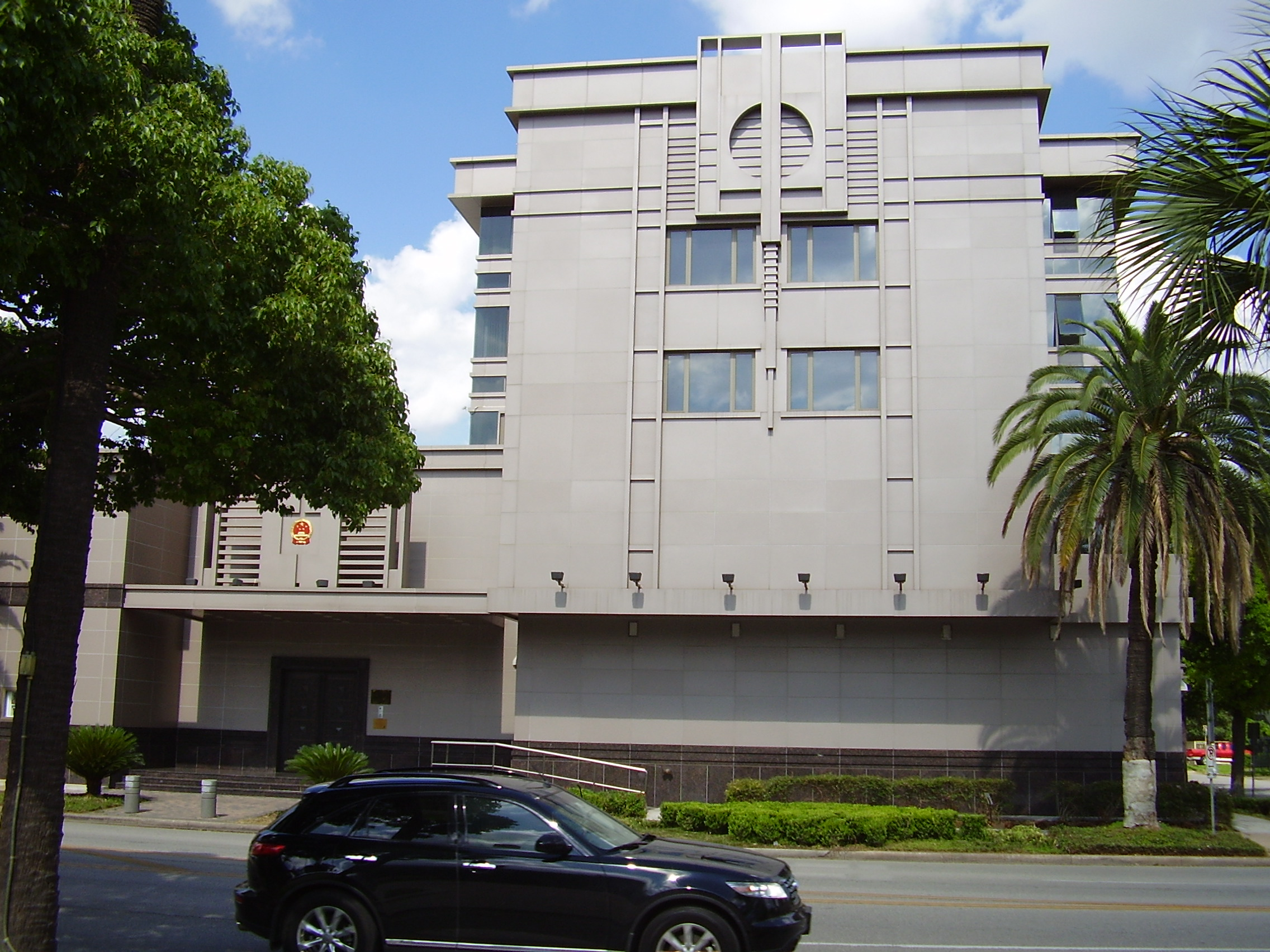
Consulado-Geral da China em Houston, EUA.

- Canadá
  - Otava (Embaixada)
  - Calgary (Consulado-Geral)
  - Toronto (Consulado-Geral)
  - Vancouver (Consulado-Geral)
- Estados Unidos
  - Washington DC (Embaixada)
  - Chicago (Consulado-Geral)
  - Houston (Consulado-Geral)
  - Los Angeles (Consulado-Genal)
  - Nova Iorque (Consulado-Geral)
  - São Francisco (Consulado-Geral)
- México
  - Cidade do México (Embaixada)
  - Tijuana (Consulado-Geral)

## América Central e Caribe
- Antígua e Barbuda
  - Saint John's (Embaixada)
- Bahamas
  - Nassau (Embaixada)
- Barbados
  - Bridgetown (Embaixada)
- Costa Rica
  - São José (Embaixada)
- Cuba
  - Havana (Embaixada)
- Dominica
  - Roseau (Embaixada)
- El Salvador
  - San Salvador (Embaixada)
- Granada
  - Saint George's (Embaixada)
- Honduras
  - Tegucigalpa (Embaixada)
- Jamaica
  - Kingston (Embaixada)
- Nicarágua
  - Manágua (Embaixada)
- Panamá
  - Panamá (Embaixada)
- Trinidad e Tobago
  - Port of Spain (Embaixada)

## América do Sul
- Argentina
  - Buenos Aires (Embaixada e Consulado-Geral)
- Bolívia
  - La Paz (Embaixada)
  - Santa Cruz de la Sierra (Consulado)
- Brasil
  - Brasília (Embaixada)
  - Rio de Janeiro (Consulado-Geral)
  - São Paulo (Consulado-Geral)
- Chile
  - Santiago de Chile (Embaixada)
- Colômbia
  - Bogotá (Embaixada)
- Equador
  - Quito (Embaixada)
  - Guayaquil (Consulado-Geral)
- Guiana
  - Georgetown (Embaixada)
- Peru
  - Lima (Embaixada)
- Suriname
  - Paramaribo (Embaixada)
- Uruguai
  - Montevideo (Embaixada)
- Venezuela
  - Caracas (Embaixada)

## Oriente Médio
- Arábia Saudita
  - Riade (Embaixada)
  - Jedá (Consulado-Geral)
- Palestina
  - Ramala (Escritório de Representação)
- Bahrein
  - Manama (Embaixada)
- Emirados Árabes Unidos
  - Abu Dabi (Embaixada)
  - Dubai (Consulado-Geral)
- Irão
  - Teerão (Embaixada)
- Iraque
  - Bagdá (Embaixada)
- Israel
  - Telavive (Embaixada)
- Jordânia
  - Amã (Embaixada)
- Kuwait
  - Cidade do Cuaite (Embaixada)
- Líbano
  - Beirute (Embaixada)
- Omã
  - Mascate (Embaixada)
- Catar
  - Doa (Embaixada)
- Síria
  - Damasco (Embaixada)
- Turquia
  - Ancara (Embaixada)
  - Istambul (Consulado-Geral)
- Iêmen
  - Saá (Embaixada)
  - Adém (Consulado-Geral)

## África
- África do Sul
  - Pretória (Embaixada)
  - Cidade do Cabo (Consulado-Geral)
  - Durban (Consulado-Geral)
  - Joanesburgo (Consulado-Geral)
- Angola
  - Luanda (Embaixada)
- Argélia
  - Argel (Embaixada)
- Benim
  - Cotonu (Embaixada)
- Botswana
  - Gaborone (Embaixada)
- Burundi
  - Bujumbura (Embaixada)
- Cabo Verde
  - Praia (Embaixada)
- Camarões
  - Iaundé (Embaixada)
  - Duala (Consulado-Geral)
- Chade
  - Jamena (Embaixada)
- República do Congo
  - Brazavile (Embaixada)
- Comores
  - Moroni (Embaixada)
- Costa do Marfim
  - Abidjã (Embaixada)
- Djibuti
  - Jibuti (Embaixada)
- Egito
  - Cairo (Embaixada)
  - Alexandria (Consulado-Geral)
- Eritreia
  - Asmara (Embaixada)
- Etiópia
  - Adis Abeba (Embaixada)
- Gabão
  - Librevile (Embaixada)
- Gana
  - Acra (Embaixada)
- Guiné
  - Conacri (Embaixada)
- Guiné-Bissau
  - Bissau (Embaixada)
- Guiné Equatorial
  - Malabo (Embaixada)
- Quênia
  - Nairóbi (Embaixada)
- Lesoto
  - Maseru (Embaixada)
- Libéria
  - Monróvia (Embaixada)
- Líbia
  - Trípoli (Embaixada)
- Madagáscar
  - Antananarivo (Embaixada)
  - Toamasina (Consulado-Geral)
- Mali
  - Bamaco (Embaixada)
- Marrocos
  - Rabat (Embaixada)
- Ilhas Maurícias
  - Porto Luís (Embaixada)
- Mauritânia
  - Nuaquexote (Embaixada)
- Moçambique
  - Maputo (Embaixada)
- Namíbia
  - Vinduque (Embaixada)
- Níger
  - Niamei (Embaixada)
- Nigéria
  - Abuja (Embaixada)
  - Lagos (Consulado-Geral)
- República Centro-Africana
  - Bangui (Embaixada)
- República Democrática do Congo
  - Quinxassa (Embaixada)
- Ruanda
  - Quigali (Embaixada)
- Senegal
  - Dacar (Embaixada)
- Seicheles
  - Vitória (Embaixada)
- Serra Leoa
  - Freetown (Embaixada)
- Sudão
  - Cartum (Embaixada)
- Tanzânia
  - Dar es Salã (Embaixada)
  - Zanzibar (Consulado-Geral)
- Togo
  - Lomé (Embaixada)
- Tunísia
  - Tunes (Embaixada)
- Uganda
  - Campala (Embaixada)
- Zâmbia
  - Lusaca (Embaixada)
- Zimbabwe
  - Harare (Embaixada)

## Ásia
- Afeganistão
  - Cabul (Embaixada)
- Bangladesh
  - Daca (Embaixada)
- Brunei
  - Bandar Seri Begauã (Embaixada)
- Camboja
  - Pnom Pen (Embaixada)
- Coreia do Norte
  - Pionguiangue (Embaixada)
  - Chongjin (Consulado-Geral)
- Coreia do Sul
  - Seul (Embaixada)
  - Busan (Consulado-Geral)
- Filipinas
  - Manilha (Embaixada)
  - Cebu (Consulado-Geral)
  - Laoag (Consulado)
- Índia
  - Nova Déli (Embaixada)
  - Bombaim (Consulado-Geral)
- Indonésia
  - Jacarta (Embaixada)
  - Surabaia (Consulado-Geral)
- Japão
  - Tóquio (Embaixada)
  - Fukuoka (Consulado-Geral)
  - Nagasáqui (Consulado-Geral)
  - Nagoia (Consulado-Geral)
  - Osaca (Consulado-Geral)
  - Saporo (Consulado-Geral)
- Cazaquistão
  - Astana (Embaixada)
- Quirguistão
  - Bisqueque (Embaixada)
- Laos
  - Vientiane (Embaixada)
- Malásia
  - Kuala Lumpur (Embaixada)
  - Kuching (Consulado-Geral)
- Maldivas
  - Malé (Embaixada)
- Mongólia
  - Ulã Bator (Embaixada)
- Myanmar
  - Rangum (Embaixada)
  - Mandalai (Consulado-Geral)
- Nepal
  - Catmandu (Embaixada)
- Paquistão
  - Islamabade (Embaixada)
  - Carachi (Consulado-General)
- Singapura
  - Singapura (Embaixada)
- Sri Lanka
  - Colombo (Embaixada)
- Tailândia
  - Bancoque (Embaixada)
  - Chiang Mai (Consulado-Geral)
  - Songkhla (Consulado-Geral)
- Tajiquistão
  - Duxambé (Embaixada)
- Timor-Leste
  - Díli (Embaixada)
- Turquemenistão
  - Asgabate (Embaixada)
- Uzbequistão
  - Tasquente (Embaixada)
- Vietname
  - Hanói (Embaixada)
  - Cidade de Ho Chi Minh (Consulado-Geral)

## Oceania

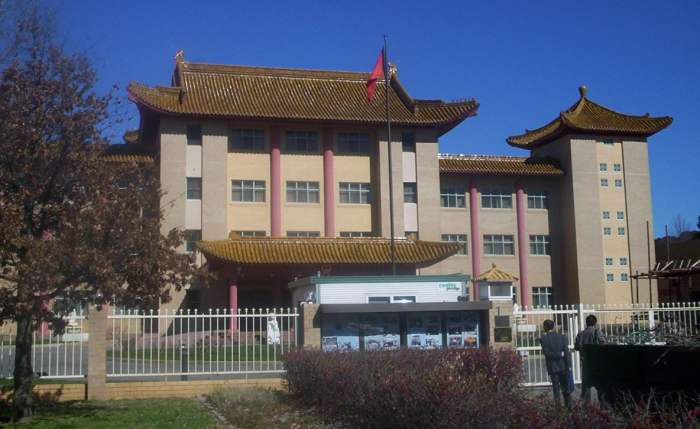
Embaixada de China em Camberra, Austrália.

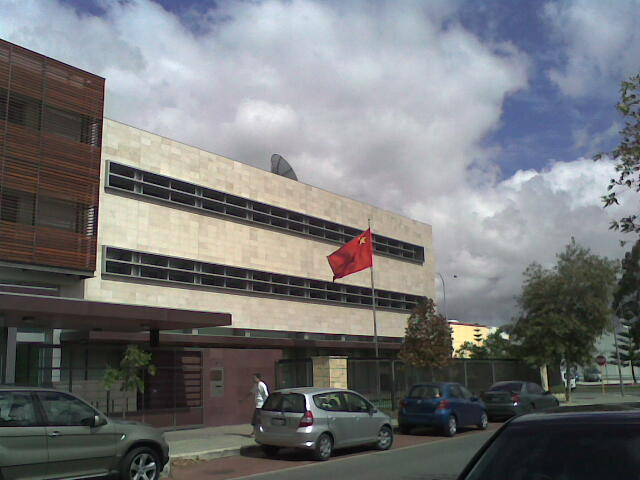
Consulado-Geral de China em Perth, Austrália.

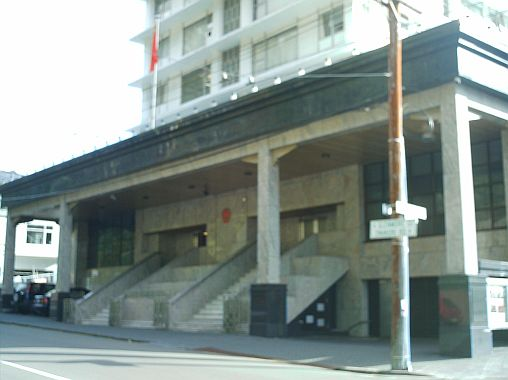
Embaixada da China em Wellington, Nova Zelândia.

- Austrália
  - Camberra (Embaixada)
  - Melbourne (Consulado-Geral)
  - Perth (Consulado-Geral)
  - Sydney (Consulado-Geral)
  - Brisbane (Consulado)
- Estados Federados da Micronésia
  - Paliquir (Embaixada)
- Fiji
  - Suva (Embaixada)
- Kiribati
  - Taraua (Consulado)
- Nova Zelândia
  - Wellington (Embaixada)
  - Auckland (Consulado-Geral)
- Papua-Nova Guiné
  - Porto Moresby (Embaixada)
- Samoa
  - Apia (Embaixada)
- Tonga
  - Nuku'alofa (Embaixada)
- Vanuatu
  - Porto Vila (Embaixada)

## Organizações multilaterais
- Adis Abeba (Observador permanente ante a União Africana)
- Bruxelas (Missão permanente da China ante a União Europeia)
- Genebra (Missão permanente da China ante as Nações Unidas e outras organizações internacionais)
- Nairóbi (Missão permanente da China ante as Nações Unidas e outras organizações internacionais)
- Nova Iorque (Missão permanente da China ante as Nações Unidas)
- Paris (Missão permanente da China ante a UNESCO)
- Roma (Missão permanente da China ante a Organização das Nações Unidas para a Alimentação e a Agricultura)
- Viena (Missão permanente da China ante as Nações Unidas)